# Primula euosma
Primula euosma är en viveväxtart som beskrevs av William Grant Craib. Primula euosma ingår i släktet vivor, och familjen viveväxter. Inga underarter finns listade i Catalogue of Life.